# Fulton Sheen

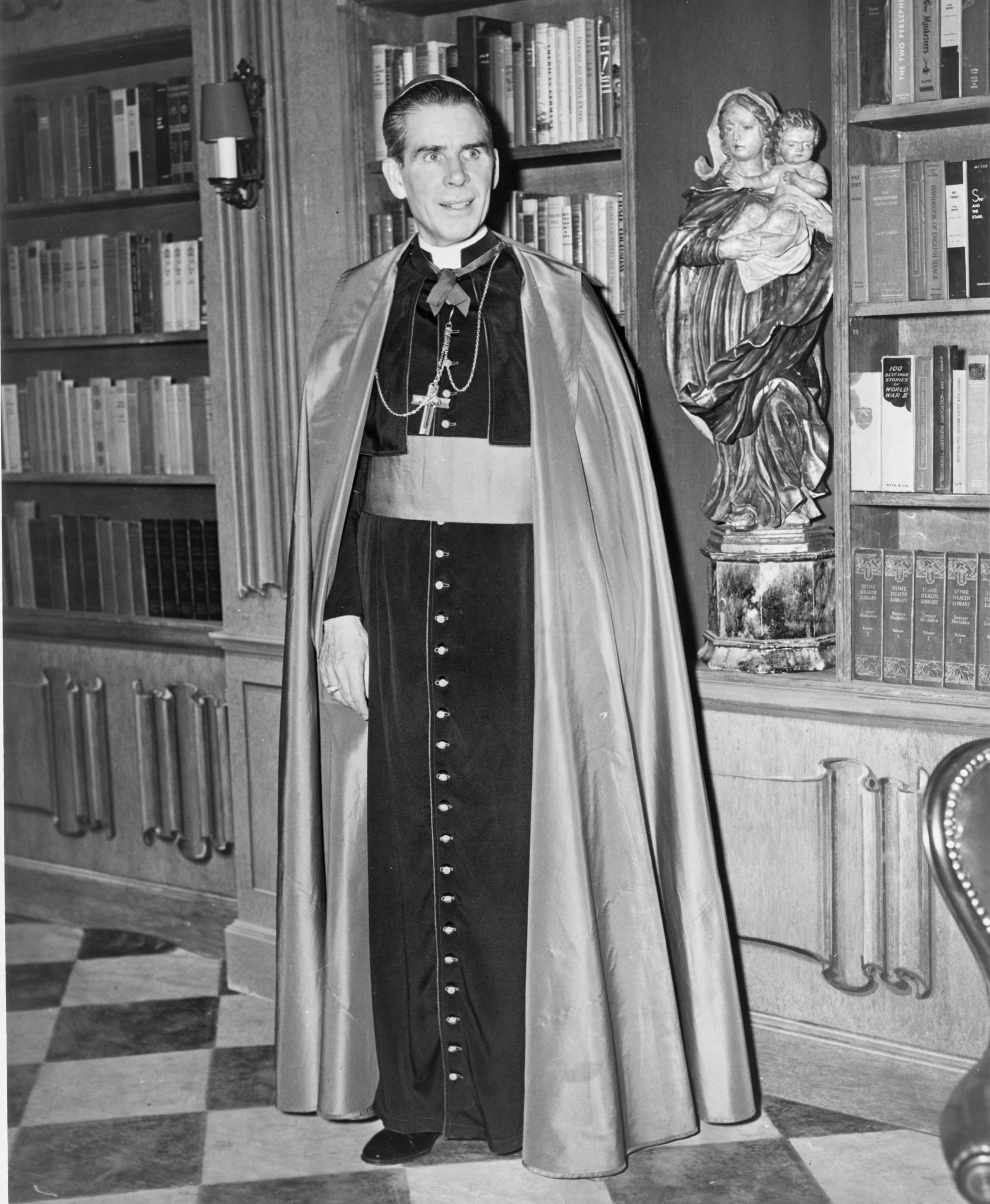
Fulton Sheen (1952)

Ctihodný Fulton John Sheen (narozen jako Peter John Sheen, 8. května 1895 El Paso, Illinois – 9. prosince 1979 New York) byl americký římskokatolický arcibiskup a známý televizní a rozhlasový kazatel. Jeho nejsledovanější program se jmenoval Life is Worth Living (Život stojí za to žít). Byl vysílán v 50. letech a sledovalo ho přes 30 miliónů diváků. Za svou činnost dvakrát získal televizní cenu Emmy.
V roce 2002 byl zahájen jeho kanonizační proces. O deset let později papež Benedikt XVI. potvrdil dekret o jeho hrdinských ctnostech, a Sheen je tak nyní označován jako „ctihodný“.

## Životopis
Peter J. Sheen se narodil jako nejstarší ze čtyř synů v El Passu, ale po několika letech se rodina přestěhovala do Peorie. V roce 1919 byl vysvěcen na kněze. Potom dál studoval katolickou univerzitu ve Washingtonu a dále na univerzitách v Lovani a Římě, kde získal doktorát z filosofie a theologie. V letech 1951–1966 byl pomocným biskupem v New Yorku. Poté se na tři roky stal biskupem Rochesteru. Krátce nato byl jmenován titulárním arcibiskupem Newportu.
Fulton Sheen zemřel v roce 1979 ve věku 84 let, pochován je v katedrále sv. Patrika v New Yorku.

## Činnost v médiích
V rozhlase začal vystupovat v roce 1930 na stanici NBC v nedělním večerním pořadu Katolická hodina (The Catholic Hour). Představoval katolické články víry dosud neobvyklou formou, ve vysílání se věnoval také tématům z psychologie nebo upozorňoval na nebezpečí komunismu. Od roku 1952 vedl televizní pořad Stojí za to žít (Life is Worth Living).

## Dílo
Během 23 let svého působení na katolické univerzitě ve Washingtonu publikoval 34 knih a pak ještě dalších 32. Kromě toho byly vydávány přepisy jeho promluv v rádiu a televizi.

### Vybraná díla
- God and Intelligence in Modern Philosophy (1925)
- The Seven Last Words (1933)
- Philosophy of Science (1934)
- The Eternal Galilean (1934)
- Calvary and the Mass (1936)
- The Cross and the Beatitudes (1937) – český překlad Sedm slov Ukřižovaného
- Seven Words of Jesus and Mary (1945)
- Communism and the Conscience of the West (1948)
- Peace of Soul (1949) – český překlad Pokoj v duši (1969)
- Three to Get Married (1951)
- The World's First Love (1952, McGraw-Hill)
- Life Is Worth Living Series 1–5 (1953–1957)
- Way to Happiness (1953)
- Way to Inner Peace (1955)
- Life of Christ (1958)
- Missions and the World Crisis (1963)
- The Power of Love (1965)
- Footprints in a Darkened Forest (1967)
- Lenten and Easter Inspirations (1967)
- Treasure in Clay: The Autobiography of Fulton J. Sheen (1980)
- Finding True Happiness (2014)